# NGC 3087
NGC 3087 (другие обозначения — ESO 374-15, MCG −6-22-5, AM 0956-335, PGC 28845) — эллиптическая галактика (E) в созвездии Насоса. Открыта Джоном Гершелем в 1835 году.
Этот объект входит в число перечисленных в оригинальной редакции «Нового общего каталога».
Галактика и её компаньон соответствуют простому критерию, который ввёл И. Д. Караченцев и который позволяет выделять изолированные галактики, однако в действительности она входит в состав небольшой группы галактик с похожими светимостями. Галактика NGC 3087 входит в состав группы галактик NGC 3038. Помимо NGC 3087 в группу также входят NGC 3038, NGC 3120, IC 2532, ESO 373-21 и ESO 373-26.
В оптическом диапазоне галактика простирается до радиуса в 250 секунд дуги, при этом половина света, который она излучает, приходит из области радиусом 50 секунд дуги. Это типично для галактик ранних типов.